# Черно-бяла амадина
Черно-бяла амадина (Lonchura bicolor) е вид птица от семейство Estrildidae. Видът е незастрашен от изчезване.

## Разпространение
Разпространен е в Ангола, Бенин, Бурунди, Камерун, Централноафриканска република, Република Конго, Демократична република Конго, Кот д'Ивоар, Екваториална Гвинея, Етиопия, Габон, Гана, Гвинея, Гвинея-Бисау, Кения, Либерия, Мали, Нигерия, Руанда, Сиера Леоне, Южен Судан, Танзания, Того и Уганда.